# 권문혁
권문혁(1962년 7월 10일 ~ )은 대한민국의 언론인이다. 고려대
 국문학과를 학사 학위하고 1985년 (주) 문화방송(MBC) 교양제작국에 입사했다. <선택, 토요일이 좋다>, <다큐멘터리-이야기속으로>, <신 인간시대>, <PD수첩>, <사과나무> 등을 제작했으며 시사교양국 특임3CP, 시사교양국 <사과나무> 팀장, 편성국 프로그램개발팀장, 시사교양국 <PD수첩> CP 등을 지냈다. 현재 세명대 저널리즘스쿨 대학원 교수로 재직하고 있다.

## 학력
- 성광고등학교 졸업
- 고려대학교 국문학과 학사
- 고려대학교 정책과학대학원 수료

## 경력
- 1985 (주) 문화방송 TV-PD직 입사
- 1986~1989 (주) 문화방송 시사교양국 및 올림픽특집국 조연출(AD)
- 1990~2003 (주) 문화방송 시사교양국 연출
- 2003 (주) 문화방송 시사교양국 특임3CP(신규 프로그램 개발 담당)
- 2004 (주) 문화방송 시사교양국 <사과나무> 팀장
- 2005 (주) 문화방송 편성국 프로그램개발팀장
- 2005 (주) 문화방송 시사교양국 <형사> CP
- 2006 (주) 문화방송 시사교양국 <PD수첩> CP
- 2007 (주) 문화방송 시사교양국 <생방송 오늘아침> 책임 PD
- 2008 MBC 아카데미 PD과정 주임교수
- 2009 MBC 퇴사
- 2009 서울디지털대학교 디지털미디어학부 초빙교수
- 2010~2013 세명대학교 저널리즘스쿨 대학원 교수

## 주요 연출 프로그램
- 1987 <명화의 고향> 조연출
- 1988 <올림픽 특집- 서울을 향해 달린다> 조연출
- 1989 <차인태의 출발 새아침> 조연출
- 1991~1992 <현장 인터뷰 - 이 사람> 박경리 편 외
- 1993 <선택, 토요일이 좋다> - ‘집을 무료로 고쳐 드립니다’ 외
- 1993~ 1995 <신 인간시대> ‘마테호른의 3부자’ 외
- 1996 <다큐멘터리, 이야기 속으로> ‘먹구렁이의 저주’ 외
- 1997~2000 <PD수첩> ‘한국의 영재 갈 곳이 없다’, ‘대한민국 공무원, 해고란 없다’, ‘두만강 현지르포 - 북한 아이들이 죽어가고 있다’ 외